# 차논 산티네톤쿨
차논 싼띠나턴꾼(태국어: ชานน สันตินธรกุล, 1996년 6월 6일 ~ )은 태국의 배우이다. 2017년 영화 《배드 지니어스》에서 뱅크 역할로 잘 알려져 있다.

## 출연 작품
- 배드 지니어스 - 뱅크 역
- 사랑의 향기 - 좀역